# N-340

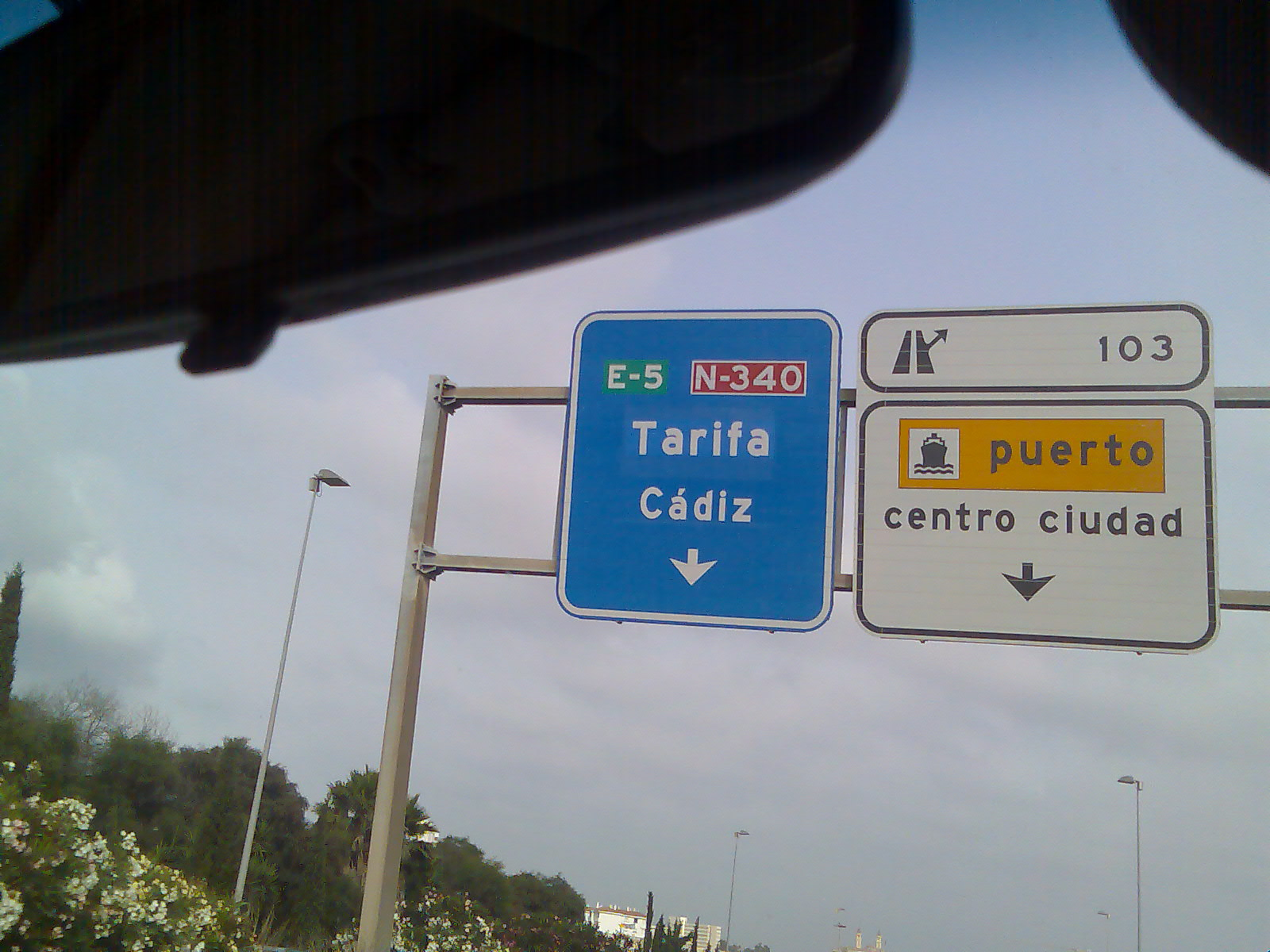
Indicador N-340.

La carretera N-340 (o Carretera de la Mediterrània) uneix Cadis amb Barcelona per tota la costa de la Mediterrània. La carretera N-340 també té nomenclatura europea: E05 al tram Cadis-Algesires i E15, tram Algesires-Barcelona.
Al llarg del seu recorregut, la N-340 ha sigut desdoblada i convertida en autovia, passant-se a anomenar A-7 (gratuïta) o AP-7 (autopista de peatge), segons trams, excepte entre Cadis i Vejer de la Frontera, on ha sigut reanomenada com a A-48 (Autovia Costa de la Luz).

## N-340 a Andalusia
La N-340 tenia el seu quilòmetre 0 a Puerto Real (Cadis), i comunica Cadis amb les ciutats de Màlaga i Almeria amb un itinerari costaner. La carretera ha duplicat la seua calçada al seu traçat entre San Fernando (Cadis) i Algesires donant lloc a la nova autovia A-48. Aquest tram de la província de Cadis coincideix amb la ruta europea E05, travessa poblacions com Chiclana de la Frontera, Vejer de la Frontera, Tarifa, Algesires. A Algesires dona pas a l'A-7 i coincideix amb la ruta europea E15, ací conflueix amb la carretera autonòmica A-381 que uneix Algesires amb Jerez de la Frontera. Continuava el seu traçat arribant fins a San Roque on creuava amb la N-351, aquesta carretera uneix a aquesta població amb La Línea de la Concepción i Gibraltar. Seguint la seua ruta arribarem a la província de Màlaga. A l'entrada de la província de Màlaga enllaça amb l'AP-7 transcorrent paral·lela a aquesta, en aquest itinerari la N-340 es desdobla en molts trams. La primera població que travessa és Estepona, a continuació abans d'arribar a la ciutat de Marbella hi havia una intersecció amb la carretera autonòmica A-376 que uneix la Costa del Sol amb Sevilla passant per Ronda. Si seguim s'arriba a les ciutats turístiques com Marbella, Fuengirola, Benalmádena i Torremolinos. En arribar a Màlaga s'uneix a l'A-7 i connecta amb altres carreteres de la xarxa com l'A-45 (l'antiga N-331), que comunica a la darrera ciutat amb Antequera i Còrdova.
Seguint el seu curs pegada a la mar Mediterrània creua Rincón de la Victoria, Vélez-Màlaga, Torrox i Nerja arribant ja a la província de Granada.
La N-340 travessa al litoral de la província de Granada poblacions com Almuñécar, Salobreña i Motril. Aquest tram està en obres per la construcció de l'A-7 que unirà Màlaga i Almeria. Abans d'arribar a Motril enllaça amb N-323 i l'A-44 que uneix Motril amb Granada.
Seguint la seua ruta arribarem a la província d'Almeria i la primera població que travessa és Adra, ja desdoblada i transformada de nou en l'A-7, també creua amb la carretera autonòmica A-347 que es dirigeix cap a La Alpujarra. D'aquesta manera entrem al Poniente Almeriense travessant les poblacions d'El Ejido, Vícar i Aguadulce (Roquetas de Mar), ací es creua amb l'A-391 que uneix Roquetas de Mar amb La Alpujarra travessant la serra de Gádor. D'aquesta manera s'arriba a la ciutat d'Almeria, la carretera, reanomenada com N-340a, eixia de la ciutat direcció nord travessant les poblacions de Benahadux i Rioja, ací se creua amb l'autonòmica A-348 que va en direcció a La Alpujarra i Sierra Nevada, així s'arriba al desert de Tabernas i on es creua amb l'A-92 direcció a Granada, seguint el recorregut característic del desert es travessen les poblacions de Tabernas i Sorbas amb les seues «cases penjants». A continuació s'unia una altra vegada a l'A-7. Les següents poblacions importants que travessa són Vera i Huércal-Overa, abans d'arribar a aquesta darrera, la carretera es creua amb l'autonòmica A-334 que va en direcció cap a Baza travessant la comarca del Valle del Almanzora. Així finalitza el seu recorregut per la comunitat autònoma d'Andalusia.

### Poblacions i principals enllaços
- San Fernando A-4.
- Chiclana de la Frontera-Medina-Sidonia A-390.
- Conil de la Frontera.
- Vejer de la Frontera.
- Medina-Sidonia A-393.
- Tarifa.
- Algesires.
- Los Barrios A-381 - Jerez de la Frontera-Los Barrios
- Jimena de la Frontera A-405.
- San Roque-La Línea de la Concepción-Gibraltar CA-34.
- Estepona.
- San Pedro de Alcántara-Ronda A-397.
- Marbella-Coín A-355.
- Fuengirola.
- Benalmádena.
- Torremolinos.
- Alhaurín de la Torre A-404.
- Màlaga.
- Rincón de la Victoria.
- Torre del Mar-Vélez Málaga A-356.
- Torrox.
- Nerja.
- Almuñécar.
- Salobreña.
- Granada N-323 A-44.
- Motril.
- Calahonda.
- Castillo de Hierro.
- Adra-Berja A-347.
- El Ejido.
- La Mojonera.
- Vícar.
- Roquetas de Mar-Aguadulce-Enix-Felix A-391.
- Almeria.
- Huércal de Almeria.
- Benahadux-Gádor A-348.
- Rioja A-92.
- Tabernas-Olula del Río A-349.
- Sorbas.
- Los Gallardos-Garrucha A-370.
- Vera-Águilas A-332.
- Zurgena-Albox-Baza A-334.
- Huércal-Overa A-327.

## N-340 a la Regió de Múrcia
La N-340 recorre la Regió de Múrcia de sud a nord, coincidint gran part del seu recorregut amb l'A-7, sobretot al tram que va des del límit amb la província d'Almeria fins a Múrcia. La primera població que creua és Puerto Lumbreras, ací enllaça amb l'A-91 que uneix la Regió de Múrcia amb Granada.
Continua el seu recorregut direcció nord arribant fins a la localitat de Lorca creuant-se amb la carretera autonòmica C-3211, que uneix aquesta localitat amb l'interior de la regió, poblacions com Caravaca de la Cruz, i amb la població costanera d'Águilas.
Les següents poblacions que creua són Totana i Alhama de Múrcia al peu de serra Espunya i Librilla.
Continuant el seu itinerari la N-340 arriba fins a la població d'Alcantarilla, ja a molt pocs quilòmetres de Múrcia capital. Ací enllaça amb l'autovia C-415, que comunica aquesta població amb Caravaca de la Cruz, amb l'autovia de circumval·lació de Múrcia o MU-30 i amb la carretera de la xarxa estatal N-344, que comunica la Regió de Múrcia amb el País Valencià per l'interior, molt utilitzada anteriorment abans de la construcció de l'Autovia del Mediterrani.
Així s'arriba a la ciutat de Múrcia, ací enllaça amb altres carreteres estatals com l'A-30 (l'antiga N-301) que comunica a aquesta ciutat amb Madrid i Cartagena. A partir d'ací la N-340 va paral·lela a l'A-7 fins a Alacant. La darrera població murciana que travessa aquesta carretera és Santomera i ja s'introdueix al País Valencià.

### Poblacions i principals enllaços
- Puerto Lumbreras-Vélez-Rubio A-91.
- Llorca-Águilas-Caravaca de la Cruz C-3211.
- Totana-Mazarrón.
- Alhama de Múrcia-Fuente Álamo de Murcia.
- Librilla.
- Alcantarilla-Mula C-415 MU-30.
- Las Torres de Cotillas N-344.
- Múrcia.
- Santomera-Favanella MU-414.

## N-340 al País Valencià
La N-340 és una de les arteries principals del transport del País Valencià, travessa tot el país de dalt a baix, de sud a nord. Inicia el seu recorregut al límit amb la Regió de Múrcia, en aquest tram des del límit de província fins a la ciutat d'Alacant va paral·lela a l'A-7. La seua primera travessia important és Oriola, localitat de la comarca del Baix Segura. Altres poblacions que travessa abans d'arribar a la ciutat d'Elx són Albatera i Crevillent. El tram entre Oriola i Crevillent és considerat com el més perillós de tot l'Estat espanyol. D'Elx discorre fins a Alacant, unint-se a la N-332 (Alacant-Cartagena). S'endinsa a la ciutat d'Alacant, ací connecta amb l'A-31 (l'antiga N-330) que uneix aquesta ciutat amb Madrid. A l'eixir d'Alacant direcció València, la carretera es desvia fins a l'interior de la província d'Alacant travessant la Carrasqueta (1.024 m d'altitud) i poblacions com Xixona, Alcoi i Cocentaina.
Així arribem fins a la província de València travessant el port d'Albaida a 620 m. les següents poblacions són Albaida i Xàtiva, arribant a enllaçar amb l'autovia A-35 que uneix aquesta darrera població amb Almansa (Albacete). A partir d'ací la N-340 es desdobla i continua fins a València coincidint amb l'A-7. Travessa les poblacions d'Alberic, l'Alcúdia i Alginet. Ací enllaça amb l'Autopista del Mediterrani i segueix fins a València reanomenada com V-31 que és l'accés sud a València i més coneguda com «la pista de Silla». Circumval·la les poblacions de Silla, Catarroja, Benetússer i Sedaví, d'aquest modo s'endinsa a la ciutat de València, ací es pot enllaçar amb altres carreteres de la xarxa estatal com l'A-3 que uneix aquesta ciutat amb Madrid. L'eixida cap a Castelló de la Plana és a través de la carretera autonòmica CV-300 així ha sigut reanomenada la N-340 entre València i Puçol, travessa la comarca de l'Horta Nord. A Puçol enllaça amb la V-23 direcció Sagunt i paral·lela a l'AP-7. A Sagunt connecta amb l'Autovia Mudèjar A-23 (l'antiga N-234), que uneix Sagunt amb Terol i Saragossa. Travessa Sagunt, creua l'autopista del Mediterrani AP-7 i discorre paral·lela a l'autovia del Mediterrani A-7, direcció Almenara. Així s'endinsa a la província de Castelló.
A la província de Castelló la N-340 entra entre l'A-7 i l'AP-7, travessant Almenara, la Llosa i Xilxes. Una vegada arriba a Nules, enllaça amb l'A-7, circumval·la aquesta localitat i es divideix en la N-340 i la CV-10 (continuació de l'A-7 però de competència autonòmica). Travessa les Alqueries i circumval·la Vila-real, tram on diàriament es produeixen grans embussos. Així arriba a la ciutat de Castelló de la Plana, vorejant-la de sud a nord. Enllaça amb altres carreteres com la CS-22 direcció Port de Castelló de la Plana, la CV-17 fins a l'Autovia de la Plana CV-10, la CV-16 sentit L'Alcora o la CV-151 direcció Borriol. Una vegada finalitzada la circumval·lació de Castelló, la carretera travessa les poblacions de Benicàssim, Orpesa, la Ribera de Cabanes, Torreblanca, Alcalà de Xivert, Santa Magdalena de Polpís, desviament de Peníscola, Benicarló i Vinaròs, sempre paral·lela a l'AP-7. Així, s'endinsa a Catalunya.

### Poblacions i principals enllaços
- Oriola-Torrevella CV-95.
- Guardamar del Segura CV-91.
- Callosa de Segura CV-900.
- Albatera.
- Crevillent-Catral-Torrevella CV-90.
- Asp-Novelda N-325.
- Elx.
- Alacant.
- Sant Joan d'Alacant N-332.
- Xixona.
- Alcoi-Benidorm CV-70.
- Cocentaina.
- Muro d'Alcoi.
- Albaida.
- Montaverner.
- Alfarrasí.
- Bellús.
- Xàtiva-Alzira CV-41.
- Llosa de Ranes.
- Alberic.
- Masalavés.
- Montortal.
- L'Alcúdia de Carlet-Carlet-Alzira CV-50.
- Alginet.
- Silla.
- València.
- Sagunt-Terol - Autovia Mudèjar.
- Almenara.
- Xilxes.
- Nules-La Vall d'Uixó N-225.
- Borriana CV-18.
- Vila-real.
- Castelló de la Plana.
- Grau de Castelló CS-22.
- Benicàssim.
- Orpesa.
- Torreblanca.
- Alcalà de Xivert.
- Peníscola.
- Benicarló.
- Vinaròs-Morella N-232.

## N-340 a Catalunya
La N-340 a Catalunya transcorre per la costa mediterrània entre el límit amb la província de Castelló i la ciutat de Barcelona, el 2007 el 17,5 % dels sinistres de la província de Tarragona es produïren a aquesta carretera. Al deixar el País Valencià entra a la província de Tarragona; la primera població per la que discorre és Alcanar, encara que només travessa el seu terme municipal: la població queda a l'interior i la carretera va pel litoral. Les següents poblacions són Sant Carles de la Ràpita i Amposta, dues poblacions que se situen a la vora del Parc Natural del Delta de l'Ebre. Després de deixar Amposta creuarem el riu Ebre. D'aquesta manera arribarem a l'Aldea, aquí enllaça amb la carretera C-42 a Tortosa. Seguint fins al nord travessem les poblacions de l'Ampolla, el Perelló, l'Ametlla de Mar i l'Hospitalet de l'Infant, ací enllaça amb la carretera C-44 que es dirigeix cap a l'interior, a Móra d'Ebre. A Mont-roig del Camp s'inicia el tram desdoblat com a A-7. Les següents poblacions que travessa són Cambrils, Vila-seca, arribant fins a la ciutat de Tarragona. Passant per aquesta ciutat enllaça amb altres carreteres de la xarxa estatal com la N-240 que es dirigeix fins a Lleida i la N-420 que es dirigeix fins a Reus i Terol. Continuant el seu itinerari discorrent pel litoral travessant les poblacions de Torredembarra, Coma-ruga (ací enllaça amb l'autovia C-32 [o corredor del Mediterrani], que va a Barcelona per Sitges) i el Vendrell.
Si seguim l'itinerari entrem a la província de Barcelona travessant les poblacions de Santa Margarida i els Monjos, Vilafranca del Penedès, Avinyonet del Penedès, Ordal, i Vallirana. A partir d'ací es desdobla reanomenant-se autovia B-24, enllaçant amb altres autovies com l'A-2 que uneix a Barcelona amb Saragossa i Madrid i així arriba a la ciutat de Barcelona com a Carretera de Collblanc i posa fi al seu itinerari.
El 2015 diversos alcaldes del l'Ebre es van mobilitzar per exigir solucions a l'alt índex de sinistralitat de la carretera al seu pas per les Terres de l'Ebre.

### Poblacions i principals enllaços
- Alcanar.
- Sant Carles de la Ràpita.
- Amposta.
- L'Aldea-Tortosa C-42.
- L'Ampolla.
- El Perelló.
- L'Ametlla de Mar.
- L'Hospitalet de l'Infant.
- Móra d'Ebre C-44.
- Cambrils.
- Salou.
- Reus N-420.
- Tarragona.
- Torredembarra.

- El Vendrell-Sitges C-32.
- Vilafranca del Penedès.
- Avinyonet del Penedès.
- Ordal.
- Vallirana.
- Cervelló.
- Molins de Rei.
- Sant Feliu de Llobregat.
- Esplugues de Llobregat.
- L'Hospitalet de Llobregat.
- Barcelona.